# Callirhipis lagunae
Callirhipis lagunae is een keversoort uit de familie Callirhipidae. De wetenschappelijke naam van de soort is voor het eerst geldig gepubliceerd in 1916 door Schultze.